# Tulosesus impatiens
A Tulosesus impatiens (anteriormente Coprinellus impatiens) é uma espécie de fungo da família Psathyrellaceae. Descrita pela primeira vez em 1821, foi classificada em vários gêneros, como Psathyrella, Pseudocoprinus, Coprinarius e Coprinus, antes que a filogenética molecular a reafirmasse como uma espécie de Coprinellus em 2001. Em 2020, os micologistas alemães Dieter Wächter e Andreas Melzer reclassificaram muitas espécies da família Psathyrellaceae também com base em análise filogenética e a espécie foi transferida para Tulosesus.
O fungo é encontrado na América do Norte e na Europa, onde os basidiomas crescem no solo em florestas decíduas. Os basidiomas têm píleos amarelados de até 4 cm de diâmetro, sustentados por estipes esbranquiçados e delgados que podem ter até 10 cm de altura. Várias outras espécies de Coprinopsis que se assemelham à T. impatiens podem ser distinguidas por diferenças na aparência, hábito ou morfologia dos esporos.

## Taxonomia
A espécie foi descrita pela primeira vez em 1821 como Agaricus impatiens pelo micologista sueco Elias Magnus Fries em seu Systema Mycologicum. Em 1886, Lucien Quélet transferiu a espécie para Coprinarius (um gênero extinto que agora é sinônimo de Panaeolus) e, alguns anos depois, para Coprinus em seu Flore Mycologique de la France. Em 1936, Robert Kühner separou o gênero Pseudocoprinus de Coprinus, incluindo espécies que não tinham lamelas deliquescentes (lamelas que se "derretem" em líquido), e incluiu Coprinus impatiens nessa transferência genérica. Mais tarde, ele mudou de ideia sobre a separação taxonômica de Coprinus e Pseudocoprinus. Gillet transferiu a espécie para Psathyrella em 1936. Em 1938, Jakob Emanuel Lange publicou a nova combinação Coprinellus impatiens. Apesar do embaralhamento taxonômico, a espécie era popularmente conhecida como Coprinus impatiens até 2001, quando uma análise filogenética em larga escala resultou na divisão do gênero Coprinus em vários gêneros menores, e os autores confirmaram a validade da colocação genérica em Coprinellus. O epíteto específico impatiens é derivado da palavra em latim para "impaciente".
Um estudo filogenético de 2005 propôs que a C. impatiens era irmã (intimamente relacionada na árvore filogenética) de um grande clado de Psathyrella e que, consequentemente, o gênero Coprinellus era polifilético. Um estudo posterior (2008) sugeriu, no entanto, que esses resultados se deviam a um artefato de amostragem de táxons - não foram analisadas espécies suficientes para representar adequadamente a variação genética nos gêneros. O estudo de 2008 demonstrou que o Coprinellus, incluindo (até então) a T. impatiens, era monofilético, descendente de um ancestral comum. Na análise, a T. impatiens estava mais intimamente relacionada à T. congregatus, T. bisporus, T. callinus e T. heterosetulosus.
A espécie era conhecida como Coprinellus impatiens até 2020, quando os micologistas alemães Dieter Wächter e Andreas Melzer reclassificaram muitas espécies da família Psathyrellaceae com base em uma análise filogenética.

## Descrição

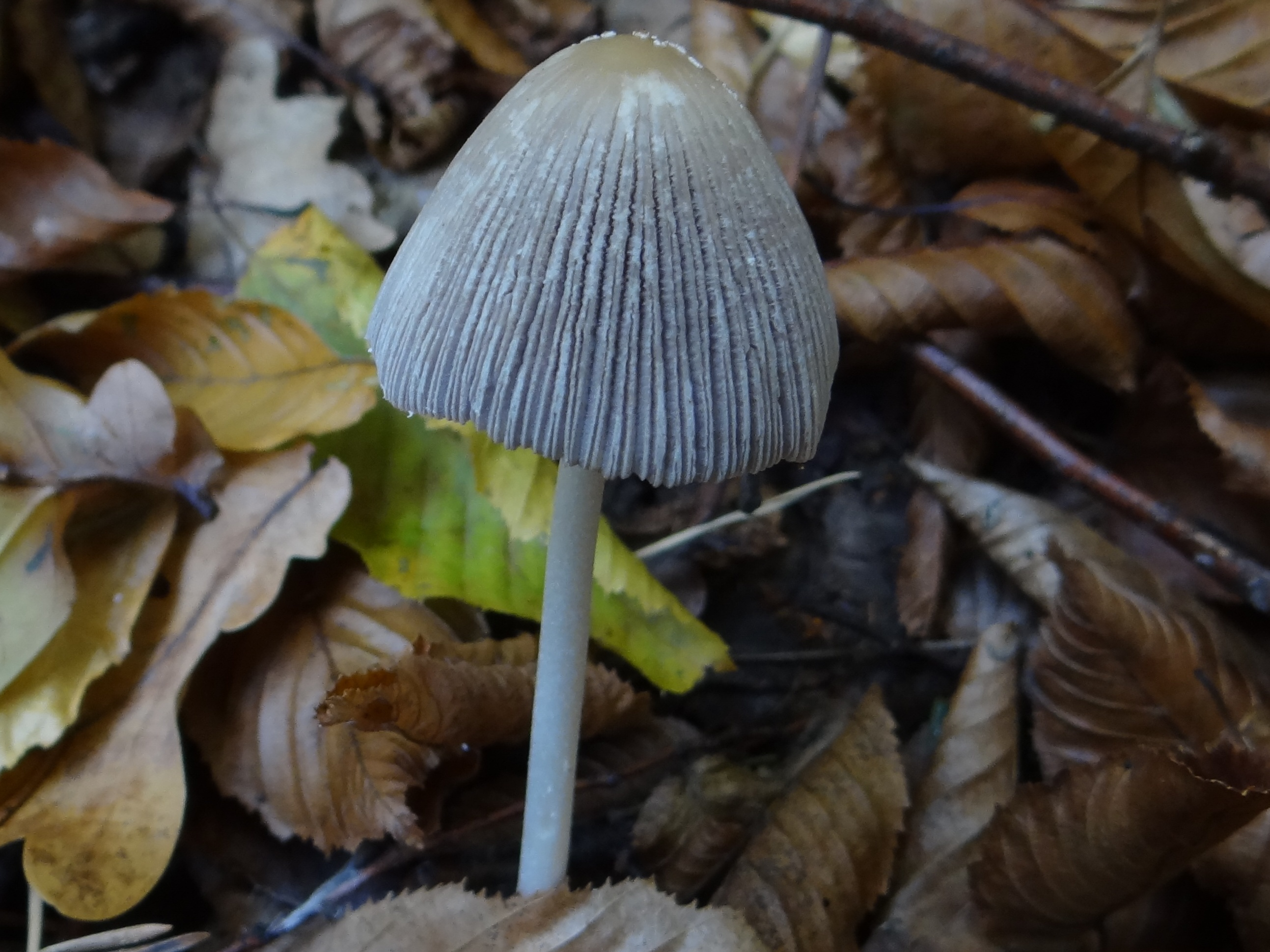
A superfície do píleo tem sulcos profundos, estreitos e dispostos radialmente

O píleo é inicialmente em forma de ovo, depois cônico a convexo antes de se achatar, atingindo diâmetros entre 1,8 e 4 cm. Possui sulcos profundos e estreitos que chegam quase até o centro do píleo. A cor da superfície é bege, amarronzada ou canela em direção ao centro, mas a cor perde intensidade quando o cogumelo está seco. A carne é esbranquiçada, fina, frágil e pouco deliquescente (autodigestão). As lamelas são inicialmente bege, depois tornam-se marrom-acinzentadas. Elas não estão presas ao estipe ou estão adnexas, o que significa que apenas uma pequena parte da lamela está presa. O estipe é esbranquiçado, muito fino e mais ou menos igual em largura em todo o seu comprimento, ou ligeiramente mais grosso na base; suas dimensões são de 7 a 10 cm por 0,2 a 0,4 cm de espessura. A superfície do estipe dos espécimes novos é pruinosa, parecendo estar revestida por uma camada minúscula de partículas brancas finas; essa camada acaba sendo removida, deixando uma superfície lisa ou sedosa. O odor e o sabor dos basidiomas não são característicos. As lamelas dessa espécie não se autodigerem com a idade, ou quase não; os basidiomas tendem a se tornar mais frágeis com a idade.

### Características microscópicas
A esporada é marrom-escura. Os esporos são lisos, elipsoides ou em forma de amêndoa, com um poro germinativo; medem de 9 a 12 por 5 a 6 μm. As células portadoras de esporos, os basídios, têm quatro esporos e são tetramórficos (os esporos se encontram em vários níveis diferentes e amadurecem em momentos diferentes). Os queilocistídios (cistídios encontrados na bordas das lamelas) são aproximadamente esféricos, com 20 a 35 μm de largura, ou lageniformes (em forma de frasco), com 36 a 64 por 10 a 15 μm, com o ápice geralmente bastante agudo, com cerca de 3 a 5 μm de largura. Os pleurocistídios (cistídios encontrados na faces das lamelas) estão ausentes nessa espécie.

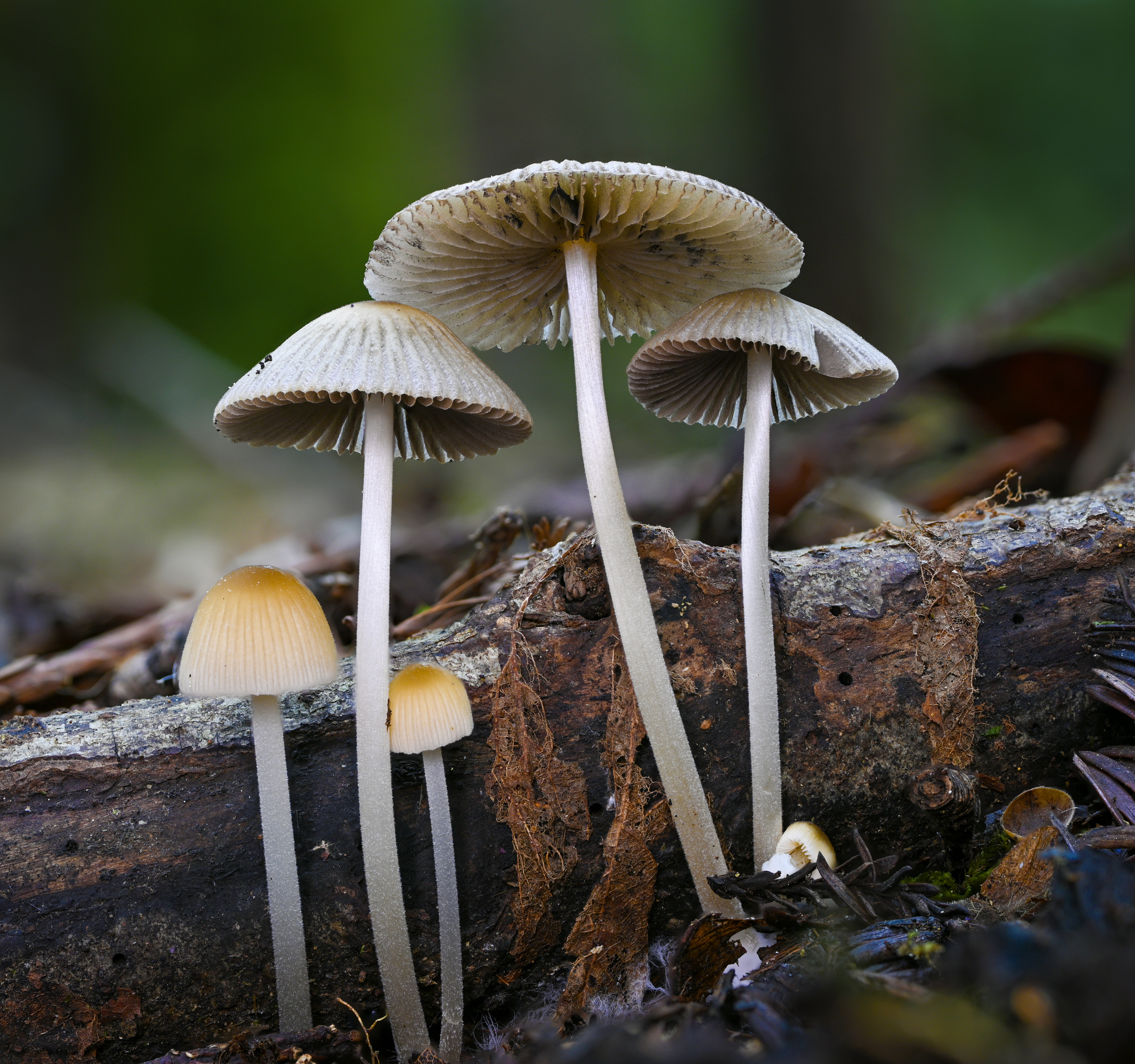
Tulosesus impatiens jovens

### Espécies semelhantes

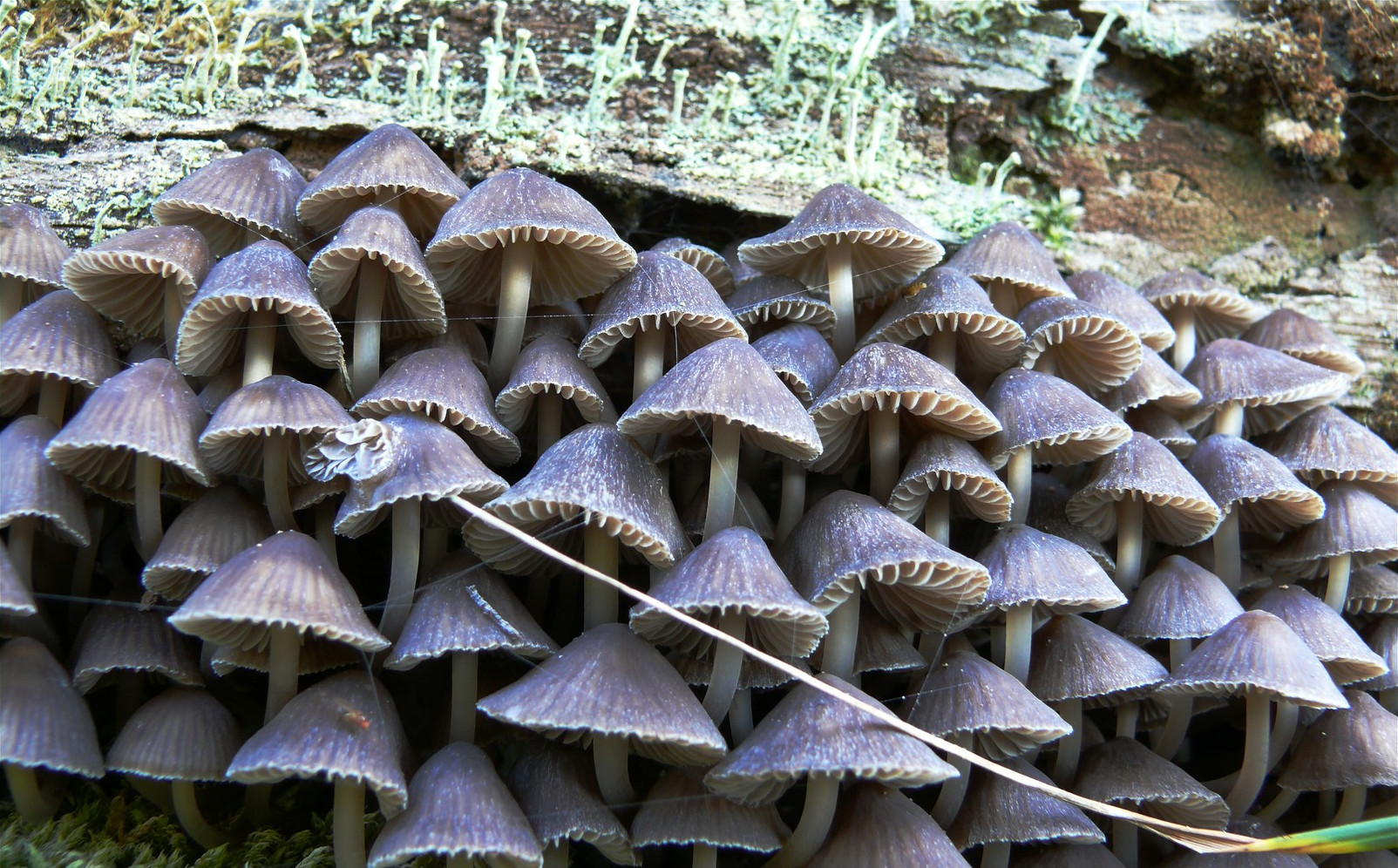
Uma espécie semelhante é a C. disseminatus

A Coprinellus disseminatus se assemelha à Tulosesus impatiens, mas pode ser distinguida por seu basidioma ligeiramente maior, lamelas um pouco deliquescentes e tendência a frutificar em grupos menores no solo, em vez de sobre ou ao redor de madeira apodrecida. Além disso, a C. disseminatus tem esporos menores do que a T. impatiens, normalmente 6,6 a 9,7 por 4,1 a 5,8 μm. A Tulosesus eurysporus é semelhante à C. disseminatus, mas geralmente cresce em grupos em galhos caídos e tem esporos mais largos que medem 8,3 a 10,3 por 6,7 a 8,4 μm. A T. hiascens geralmente cresce em pequenos aglomerados densos, tem esporos mais estreitos (geralmente 9 a 11 por 4,5 a 5,5 μm) e produz basidiomas menores.

## Habitat e distribuição
A Tulosesus impatiens é encontrada na América do Norte e na Europa (inclusive na Alemanha, Polônia, e Ucrânia), incluindo o norte da Turquia. Na região noroeste do Pacífico dos Estados Unidos, ela é encontrada em Oregon e Idaho. Os cogumelos crescem solitariamente, ou raramente em pequenos feixes, em serapilheira de florestas decíduas, especialmente aquelas dominadas por faia.